# Пси-функции Бухгольца
Пси-функции Бухгольца являются иерархией ординальных коллапсирующих функций {\displaystyle \psi _{\nu }(\alpha )}, введенной немецким математиком Вилфридом Бухгольцем в 1986 году. Эти функции являются упрощенной версией {\displaystyle \theta }-функций Фефермана, но тем не менее, имеют такую же силу. Позже этот подход был расширен немецкими математиками Г. Егером и К. Шютте.

## Определение
Бухгольц определил свои функции следующим образом:
{\displaystyle {\begin{aligned}C_{\nu }^{0}(\alpha )={}&\Omega _{\nu },\\[6pt]C_{\nu }^{n+1}(\alpha )={}&C_{\nu }^{n}(\alpha )\cup \{\gamma \mid P(\gamma )\subseteq C_{\nu }^{n}(\alpha )\}\\&{}\cup \{\psi _{\mu }(\xi )\mid \xi \in \alpha \cap C_{\nu }^{n}(\alpha )\wedge \xi \in C_{\mu }(\xi )\wedge \mu \leq \omega \},\\[6pt]C_{\nu }(\alpha )={}&\bigcup _{n<\omega }C_{\nu }^{n}(\alpha ),\\\psi _{\nu }(\alpha )={}&\min\{\gamma \mid \gamma \not \in C_{\nu }(\alpha )\},\end{aligned}}}
где
{\displaystyle \omega } – наименьший трансфинитный ординал
{\displaystyle \Omega _{\nu }={\begin{cases}1{\text{, если }}\nu =0\\{\text{кардинальное число }}\aleph _{\nu }{\text{, если }}\nu >0\end{cases}}}
{\displaystyle P(\gamma )=\{\gamma _{1},\ldots ,\gamma _{k}\}} – множество аддитивно главных чисел в форме {\displaystyle \omega ^{\xi }}, таких что {\displaystyle \gamma =\gamma _{1}+\cdots +\gamma _{k}} и {\displaystyle \gamma _{1}\geq \cdots \geq \gamma _{k}} и {\displaystyle \gamma _{1},\ldots ,\gamma _{k}\in P=\{\omega ^{\xi }|\xi \in \operatorname {On} \}=\{\alpha \in \operatorname {On} |0<\alpha \wedge \forall \xi ,\eta <\alpha (\xi +\eta <\alpha )\}}, где {\displaystyle On} – класс всех ординалов.
Примечание: греческие буквы везде означают ординалы.
Пределом этой нотации является ординал Такеути-Фефермана-Бухгольца {\displaystyle \psi _{0}(\varepsilon _{\Omega _{\omega }+1})}.

## Свойства
Бухгольц показал следующие свойства этих функций:
- {\displaystyle \psi _{\nu }(0)=\Omega _{\nu },} в частности, {\displaystyle \psi _{0}(0)=1,}
- {\displaystyle \psi _{\nu }(\alpha )\in P,}
- {\displaystyle \psi _{\nu }(\alpha +1)={\begin{cases}\min\{\gamma \in P:\psi _{\nu }(\alpha )<\gamma \}{\text{ если }}\alpha \in C_{\nu }(\alpha )\\\psi _{\nu }(\alpha ){\text{ если }}\alpha \notin C_{\nu }(\alpha )\end{cases}},}
- {\displaystyle \Omega _{\nu }\leq \psi _{\nu }(\alpha )<\Omega _{\nu +1}}
- {\displaystyle \psi _{0}(\alpha )=\omega ^{\alpha }{\text{ если }}\alpha <\varepsilon _{0},}
- {\displaystyle \psi _{\nu }(\alpha )=\omega ^{\Omega _{\nu }+\alpha }{\text{ если }}\alpha <\varepsilon _{\Omega _{\nu }+1}{\text{ и }}\nu \neq 0,}
- {\displaystyle \theta (\varepsilon _{\Omega _{\nu }+1},0)=\psi _{0}(\varepsilon _{\Omega _{\nu }+1}){\text{ для }}0<\nu \leq \omega .}

## Фундаментальные последовательности и нормальная форма для функций Бухгольца

### Нормальная форма
Нормальной формой для нуля является 0. Если {\displaystyle \alpha } – ненулевой ординал, тогда нормальной формой для {\displaystyle \alpha } является {\displaystyle \alpha =\psi _{\nu _{1}}(\beta _{1})+\psi _{\nu _{2}}(\beta _{2})+\cdots +\psi _{\nu _{k}}(\beta _{k})}, где {\displaystyle \nu _{i}\leq \omega ,k\in \mathbb {N} _{>0},\beta _{i}\in C_{\nu _{i}}(\beta _{i})} и {\displaystyle \psi _{\nu _{1}}(\beta _{1})\geq \psi _{\nu _{2}}(\beta _{2})\geq \cdots \geq \psi _{\nu _{k}}(\beta _{k})}, где каждый ординал {\displaystyle \beta _{i}} также записан в нормальной форме.

### Фундаментальные последовательности
Фундаментальная последовательность для предельного ординала {\displaystyle \alpha } с кофинальностью {\displaystyle \operatorname {cof} (\alpha )=\beta } – это строго возрастающая трансфинитная последовательность {\displaystyle (\alpha [\eta ])_{\eta <\beta }} с длиной	  {\displaystyle \beta } и с пределом {\displaystyle \alpha }, где {\displaystyle \alpha [\eta ]} представляет собой {\displaystyle \eta }-й элемент этой последовательности, то есть {\displaystyle \alpha =\sup\{\alpha [\eta ]|\eta <\operatorname {cof} (\alpha )\}}.
Для предельных ординалов {\displaystyle \alpha }, записанных в нормальной форме, фундаментальные последовательности определяются следующим образом:
1. Если {\displaystyle \alpha =\psi _{\nu _{1}}(\beta _{1})+\psi _{\nu _{2}}(\beta _{2})+\cdots +\psi _{\nu _{k}}(\beta _{k})}, где {\displaystyle k\geq 2}, тогда {\displaystyle \operatorname {cof} (\alpha )=\operatorname {cof} (\psi _{\nu _{k}}(\beta _{k}))} и {\displaystyle \alpha [\eta ]=\psi _{\nu _{1}}(\beta _{1})+\cdots +\psi _{\nu _{k-1}}(\beta _{k-1})+(\psi _{\nu _{k}}(\beta _{k})[\eta ])},
2. Если {\displaystyle \alpha =\psi _{\omega }(0)}, тогда {\displaystyle \operatorname {cof} (\alpha )=\omega } и {\displaystyle \alpha [\eta ]=\psi _{\eta }(0)},
3. Если {\displaystyle \alpha =\psi _{\nu +1}(0)}, тогда {\displaystyle \operatorname {cof} (\alpha )=\Omega _{\nu +1}} и {\displaystyle \alpha [\eta ]=\Omega _{\nu +1}[\eta ]=\eta },
4. Если {\displaystyle \alpha =\psi _{\nu }(\beta +1)}, тогда {\displaystyle \operatorname {cof} (\alpha )=\omega } и {\displaystyle \alpha [\eta ]=\psi _{\nu }(\beta )\cdot \eta } (отметим, что: {\displaystyle \psi _{\nu }(0)=\Omega _{\nu }}),
5. Если {\displaystyle \alpha =\psi _{\nu }(\beta )} и {\displaystyle \operatorname {cof} (\beta )\in \{\omega \}\cup \{\Omega _{\mu +1}\mid \mu <\nu \}}, тогда {\displaystyle \operatorname {cof} (\alpha )=\operatorname {cof} (\beta )} и {\displaystyle \alpha [\eta ]=\psi _{\nu }(\beta [\eta ])},
6. Если {\displaystyle \alpha =\psi _{\nu }(\beta )} и {\displaystyle \operatorname {cof} (\beta )\in \{\Omega _{\mu +1}\mid \mu \geq \nu \}}, тогда {\displaystyle \operatorname {cof} (\alpha )=\omega } и {\displaystyle \alpha [\eta ]=\psi _{\nu }(\beta [\gamma [\eta ]])}, где {\displaystyle \left\{{\begin{array}{lcr}\gamma [0]=\Omega _{\mu }\\\gamma [\eta +1]=\psi _{\mu }(\beta [\gamma [\eta ]])\\\end{array}}\right.}.

## Объяснение принципов нотации
Поскольку Бухгольц работает в cистеме Цермело — Френкеля, каждый ординал {\displaystyle \alpha } равен множеству всех меньших ординалов, {\displaystyle \alpha =\{\beta \mid \beta <\alpha \}}. Условие {\displaystyle C_{\nu }^{0}(\alpha )=\Omega _{\nu }} означает, что множество {\displaystyle C_{\nu }^{0}(\alpha )} содержит все ординалы, меньшие чем {\displaystyle \Omega _{\nu }} или другими словами {\displaystyle C_{\nu }^{0}(\alpha )=\{\beta \mid \beta <\Omega _{\nu }\}}.
Условие {\displaystyle C_{\nu }^{n+1}(\alpha )=C_{\nu }^{n}(\alpha )\cup \{\gamma \mid P(\gamma )\subseteq C_{\nu }^{n}(\alpha )\}\cup \{\psi _{\mu }(\xi )\mid \xi \in \alpha \cap C_{\nu }^{n}(\alpha )\wedge \mu \leq \omega \}} означает, что множество {\displaystyle C_{\nu }^{n+1}(\alpha )} содержит:
- все ординалы из предыдущего множества {\displaystyle C_{\nu }^{n}(\alpha )},
- все ординалы, которые могут быть получены суммированием аддитивно главных ординалов из предыдущего множества {\displaystyle C_{\nu }^{n}(\alpha )},
- все ординалы, которые могут быть получены применением ординалов (меньших чем {\displaystyle \alpha }) из предыдущего множества {\displaystyle C_{\nu }^{n}(\alpha )}, как аргументов функций {\displaystyle \psi _{\mu }}, где {\displaystyle \mu \leq \omega }.

Поэтому данное условие может быть переписано следующим образом:
{\displaystyle C_{\nu }^{n+1}(\alpha )=\{\beta +\gamma ,\psi _{\mu }(\eta )\mid \beta ,\gamma ,\eta \in C_{\nu }^{n}(\alpha )\wedge \eta <\alpha \wedge \mu \leq \omega \}.}
Таким образом, объединение всех множеств {\displaystyle C_{\nu }^{n}(\alpha )} с  {\displaystyle n<\omega },  то есть  {\displaystyle C_{\nu }(\alpha )=\bigcup _{n<\omega }C_{\nu }^{n}(\alpha )}, является множеством всех ординалов, которые могут быть образованы из ординалов {\displaystyle <\aleph _{\nu }} функциями + (сложение) и {\displaystyle \psi _{\mu }(\eta )}, где {\displaystyle \mu \leq \omega } и {\displaystyle \eta <\alpha }.
Тогда {\displaystyle \psi _{\nu }(\alpha )=\min\{\gamma \mid \gamma \not \in C_{\nu }(\alpha )\}} является наименьшим ординалом, который не принадлежит этому множеству.
Примеры
Рассмотрим следующие примеры:
{\displaystyle C_{0}^{0}(\alpha )=\{0\}=\{\beta \mid \beta <1\},}
{\displaystyle C_{0}(0)=\{0\}} (поскольку нет значений функций {\displaystyle \psi _{\nu }} для {\displaystyle \eta <0}, а 0 + 0 = 0).
Тогда {\displaystyle \psi _{0}(0)=1}.
{\displaystyle C_{0}(1)} содержит {\displaystyle \psi _{0}(0)=1} и все возможные суммы натуральных чисел. Следовательно, {\displaystyle \psi _{0}(1)=\omega } – первый трансфинитный ординал, который больше всех натуральных чисел по определению.
{\displaystyle C_{0}(2)} содержит {\displaystyle \psi _{0}(0)=1,\psi _{0}(1)=\omega } и все их возможные суммы. Следовательно, {\displaystyle \psi _{0}(2)=\omega ^{2}}.
Если {\displaystyle \alpha =\omega }, тогда {\displaystyle C_{0}(\alpha )=\{0,\psi (0)=1,\ldots ,\psi (1)=\omega ,\ldots ,\psi (2)=\omega ^{2},\ldots ,\psi (3)=\omega ^{3},\ldots \}} и {\displaystyle \psi _{0}(\omega )=\omega ^{\omega }}.
Если {\displaystyle \alpha =\Omega }, тогда {\displaystyle C_{0}(\alpha )=\{0,\psi (0)=1,\ldots ,\psi (1)=\omega ,\ldots ,\psi (\omega )=\omega ^{\omega },\ldots ,\psi (\omega ^{\omega })=\omega ^{\omega ^{\omega }},\ldots \}} и {\displaystyle \psi _{0}(\Omega )=\varepsilon _{0}} – наименьшее число эпсилон, то есть первая неподвижная точка {\displaystyle \alpha =\omega ^{\alpha }}.
Если {\displaystyle \alpha =\Omega +1}, тогда {\displaystyle C_{0}(\alpha )=\{0,1,\ldots ,\psi _{0}(\Omega )=\varepsilon _{0},\ldots ,\varepsilon _{0}+\varepsilon _{0},\ldots ,\psi _{1}(0)=\Omega ,\ldots \}} и {\displaystyle \psi _{0}(\Omega +1)=\varepsilon _{0}\omega =\omega ^{\varepsilon _{0}+1}}.
{\displaystyle \psi _{0}(\Omega 2)=\varepsilon _{1}} – второе число эпсилон,
{\displaystyle \psi _{0}(\Omega ^{2})=\varepsilon _{\varepsilon _{\cdots }}=\zeta _{0}}, то есть первая неподвижная точка {\displaystyle \alpha =\varepsilon _{\alpha }},
{\displaystyle \varphi (\alpha ,1+\beta )=\psi _{0}(\Omega ^{\alpha }\beta )}, где {\displaystyle \varphi } обозначает функцию Веблена,
{\displaystyle \psi _{0}(\Omega ^{\Omega })=\Gamma _{0}=\varphi (1,0,0)=\theta (\Omega ,0)}, где {\displaystyle \theta } обозначает функцию Фефермана, а {\displaystyle \Gamma _{0}} обозначает ординал Фефермана-Шютте
{\displaystyle \psi _{0}(\Omega ^{\Omega ^{2}})=\varphi (1,0,0,0)} – ординал Аккермана,
{\displaystyle \psi _{0}(\Omega ^{\Omega ^{\omega }})} – Малый ординал Веблена,
{\displaystyle \psi _{0}(\Omega ^{\Omega ^{\Omega }})} – Большой ординал Веблена,
{\displaystyle \psi _{0}(\Omega \uparrow \uparrow \omega )=\psi _{0}(\varepsilon _{\Omega +1})=\theta (\varepsilon _{\Omega +1},0).}
Теперь рассмотрим, как работает функция {\displaystyle \psi _{1}}:
{\displaystyle C_{1}^{0}(0)=\{\beta \mid \beta <\Omega _{1}\}=\{0,\psi (0)=1,2,\ldots ,10^{100},\ldots ,\psi _{0}(1)=\omega ,\ldots ,\psi _{0}(\Omega )=\varepsilon _{0},\ldots ,\psi _{0}(\Omega ^{\Omega })=\Gamma _{0},\ldots ,\psi (\Omega ^{\Omega ^{\Omega }+\Omega ^{2}}),\ldots \}}, то есть содержит все счетные ординалы. Следовательно, {\displaystyle C_{1}(0)} содержит все возможные суммы всех счетных ординалов и {\displaystyle \psi _{1}(0)=\Omega _{1}} является первым несчетным ординалом, который больше всех счетных ординалов по определению, то есть наименьшим ординалом с кардинальностью {\displaystyle \aleph _{1}}.
Если {\displaystyle \alpha =1}, тогда {\displaystyle C_{1}(\alpha )=\{0,\ldots ,\psi _{0}(0)=\omega ,\ldots ,\psi _{1}(0)=\Omega ,\ldots ,\Omega +\omega ,\ldots ,\Omega +\Omega ,\ldots \}} и {\displaystyle \psi _{1}(1)=\Omega \omega =\omega ^{\Omega +1}}.
{\displaystyle \psi _{1}(2)=\Omega \omega ^{2}=\omega ^{\Omega +2},}
{\displaystyle \psi _{1}(\psi _{1}(0))=\psi _{1}(\Omega )=\Omega ^{2}=\omega ^{\Omega +\Omega },}
{\displaystyle \psi _{1}(\psi _{1}(\psi _{1}(0)))=\omega ^{\Omega +\omega ^{\Omega +\Omega }}=\omega ^{\Omega \cdot \Omega }=(\omega ^{\Omega })^{\Omega }=\Omega ^{\Omega },}
{\displaystyle \psi _{1}^{4}(0)=\Omega ^{\Omega ^{\Omega }},}
{\displaystyle \psi _{1}^{k+1}(0)=\Omega \uparrow \uparrow k}, где {\displaystyle k} – натуральное число, {\displaystyle k\geq 2},
{\displaystyle \psi _{1}(\Omega _{2})=\psi _{1}^{\omega }(0)=\Omega \uparrow \uparrow \omega =\varepsilon _{\Omega +1}.}
Для случая {\displaystyle \psi (\psi _{2}(0))=\psi (\Omega _{2})} множество {\displaystyle C_{0}(\Omega _{2})} содержит функции {\displaystyle \psi _{0}} со всеми аргументами, меньшими чем {\displaystyle \Omega _{2}}, то есть такими аргументами, как {\displaystyle 0,\psi _{1}(0),\psi _{1}(\psi _{1}(0)),\psi _{1}^{3}(0),\ldots ,\psi _{1}^{\omega }(0)}
и тогда
{\displaystyle \psi _{0}(\Omega _{2})=\psi _{0}(\psi _{1}(\Omega _{2}))=\psi _{0}(\varepsilon _{\Omega +1}).}
В общем случае:
{\displaystyle \psi _{0}(\Omega _{\nu +1})=\psi _{0}(\psi _{\nu }(\Omega _{\nu +1}))=\psi _{0}(\varepsilon _{\Omega _{\nu }+1})=\theta (\varepsilon _{\Omega _{\nu }+1},0).}